# Стълб
Стълб в архитектурата се нарича вертикална подпора, която поема натоварванията на разположените над нея архитектурни елементи (напр. арки, греди, тавани, покривни конструкции). Стълбовете намират приложение при строителството на мостове, или под формата на контрафорси. Те могат да бъдат внедрени в ъгъла между две стени или внедрени в самата стена, подобно на пиластър.

## Bидове

### Kръгъл стълб
Разграничението между „кръгъл стълб“ и терминът „колона“ е неясно. Смята се, че един стълб с кръгло напречно сечение се различава от една колона по това, че той няма нито стесняване, нито ентазис (ушерение) на ствола на колоната. Други автори посочват, че липсващ ентазис също е присъщен на много колони и това не ги отличава от стълбовете. Като обща отличителна черта се приема, че кръгли стълбове без капители, които са сравнително силно притиснати или много тънки, се наричат „стълбове“, докато колоните отговарят повече на пропорциионалните изисквания. Във връзка със своите изследвания на готически катедрали, историкът на изкуството Ханс Янтцен прави стриктна разлика между „античната колона“ и „готическата кръгла опора“, която той специално нарича „кръгъл стълб“. По този начин авторът подчертава функционалността на стълба, въпреки сходната форма с колоната, и по-този начин показва, че готическият стил не е форма на приемственост на античността. Тъй като се срещат и многоъгълни колонни форми, терминът започва да се използва и за неевропейска архитектура.
- Примери за кръгли стълбове
- Кръгъл стълб в двореца на Митла (археологическо селище, част от Световното наследство на ЮНЕСКО), Мексико
- Чичен Ица – група от 1000 „колони“
- Късноготически кръгли стълбове в абатството „Мон Сан Мишел“, Франция
- абатството „Мон Сан Мишел“, Франция
- Модерни кръгли стълбове на входа на Пинакотеката на модерното изкуство в Мюнхен

### Пристенни стълбове
- Пристенният стълб (също: стенен стълб) е внедрн в стена като частичен стълб
- Ъгловият стълб е внедрен пристенен стълб в междустенен ъгъл
- Двойностенен стълб е двоен, свързан пристенен стълб

Последните форми са сравними с пиластъра, също произлизащ от колоната, поради което кръгли пиластри могат да се наричат полуколони. Когато пиластрите са по-прости, подобни на опори, те се наричат лизена: разликата между пиластри и лизени е, дали преобладава носещият или орнаменталния ефект при разчленяването на фасадата. Точните характеристики и предназначение често се разкриват едва в плана на сградата, иначе на външен вид няма разлика.
- Разновидности на пристенни стълбове
- Носещи стенни стълбове с пиластри по тях, оформящи подобие на колона
- Пиластри, изработени като подобие на колона
- Лизена

### Материал
Стълбовете могат да бъдат разграничени според материала и могат да бъдат, например, дървени, зидарийни, бетонни или стоманени.
- Нитован стоманен стълб

### Трюмо
Ако един стълб се намира между два прозореца или в средата на една порта и е декоративно украсен, то той се нарича трюмо (на френски: Trumeau – пространство, промеждутък).
В архитектурата от XVI и XVIII в. преградата между прозорците често е била украсявана с орнаментална композиция, и така се появил този специален за това явление термин. Когато преградата се е използвала за поставяне на голямо, високо огледало, например в изкуството на интериорната декорация в стил рококо, наименованието „трюмо“ се е пренасяло и върху огледалото.

В храмовата архитектура терминът „трюмо“ се отнася за колона или стълб, разделящ на две отвора на сводест вход или прозорец. На върха на колоната често има статуя на светеца, на когото е посветен храмът.
- Трюмо
- Западните портали на църквата „Нотр Дам дьо Пари“ в Париж с трюма.
- Портал на „Света Анна“ на църквата „Нотр Дам дьо Пари“ в Париж с трюмо.
- Трюмо в източния портал на църквата „Св. Елофей“ в град Рампийон (департамент Сен е Марн), Франция
- църквата „Св. Елофей“ в град Рампийон
- Трюмо в източния портал на катедралата „Св. Петър“ в Монпелие
- Трюмо в портала на катедралата в Барселона, Испания
- Барселонската катедрала
- Сводест прозорец с трюмо, разделящ го на две. „Музей на френските паметници“ в Париж
- Трюмо в портала на „Старата катедрала“ (на каталонски: La Seu Vella) в град Лерида (Каталония, Испания)